# San Marinos Grand Prix 2001
San Marinos Grand Prix 2001 var det fjärde av 17 lopp ingående i formel 1-VM 2001.

## Rapport
David Coulthard stod för första gången den här säsongen i pole position, före sin teamkollega Mika Häkkinen. Bakom dem delade bröderna Schumacher det andra startledet, med Ralf Schumacher på tredje plats och Michael Schumacher på en fjärde plats. Sedan följdes de av Jarno Trulli, Rubens Barrichello, Juan Pablo Montoya och Olivier Panis. Heinz-Harald Frentzen och Kimi Räikkönen avslutade topp-tio.
Starten blev dramatisk där Ralf Schumacher var den som tog kommandot och passerade båda McLaren-bilarna innan första sväng. En annan som gjorde en bra start var italienaren Jarno Trulli som tog sig upp från en femteplats till en tredje före Mika Häkkinen. Michael Schumacher låg således femma medan Panis och Montoya låg sexa, båda hade passerat en långsammare Barrichello på en åttonde plats.
Men på varv fyra drabbades Michael Schumacher i sin Ferrari av någon form av växellådsbekymmer och tvingades släppa förbi Montoya, Panis och Barrichello och återfanns sedan på en åttonde plats. Dock var inte problemet ödesdigert och Schumacher var kapabel att fortsätta. 
Efter en intensiv kamp med BAR-föraren Panis kunde både Barrichello och Schumacher till slut passera fransmannen nere i den första av de två Rivazza-kurvorna. Efter det var läget statiskt ett tag innan dels Kimi Räikkönen kraschade sig ur tävlingen på varv 17 och dels sju varv senare när Michael Schumachers Ferrari plötsligt lade av. Detta problem kunde inte åtgärdas utan tysken fick bryta en tävling för första gången på säsongen.
Ralf Schumacher var tämligen ohotad tävlingen igenom från Coulthard, som efteråt visade sig ha problem med sina olika set däck, som alla varierade kraftigt. Jarno Trulli kunde inte riktigt hålla emot från Häkkinen och fick till slut ge sig och Häkkinen passerade efter ett av depåstoppen. 
Alla team gick på två depåstopp där Ferrari hade den enda avvikande strategin med ett mycket sent första depåstopp efter omkring halv distans. Kanske också förklaringen till Barrichellos dåliga start. Barrichello hämtade emellertid in försprånget och kunde lagom tills efter sitt sista depåstopp passera både Häkkinen och Trulli, vilket gav honom en tredjeplacering.
Innan Ralf Schumacher gick i mål som segrare för första gången i sin karriär hann också teamkollegan Montoya bryta tävlingen efter ett misslyckat depåstopp. Coulthard blev ohotad tvåa, medan Barrichello gick från en åttonde till en strategimässigt lysande tredjeplats på Ferraris hemmaplan. Häkkinen slutade fyra, medan Trulli fick med sig välförtjänta poäng i form av en femte plats. Frentzen slutade sexa och plockade hem sista poängen - även den till Jordanstallet. Nick Heidfeld slutade precis utanför poäng, på en sjundeplats. Panis tog sig efter en del problem till slut i mål på en åttondeplats, före Jean Alesi och Enrique Bernoldi.

## Resultat
1. Ralf Schumacher, Williams-BMW, 10 poäng
2. David Coulthard, McLaren-Mercedes, 6
3. Rubens Barrichello, Ferrari, 4
4. Mika Häkkinen, McLaren-Mercedes, 3
5. Jarno Trulli, Jordan-Honda, 2
6. Heinz-Harald Frentzen, Jordan-Honda, 1
7. Nick Heidfeld, Sauber-Petronas
8. Olivier Panis, BAR-Honda
9. Jean Alesi, Prost-Acer
10. Enrique Bernoldi, Arrows-Asiatech
11. Luciano Burti, Jaguar-Cosworth
12. Jenson Button, Benetton-Renault

### Förare som bröt loppet
- Tarso Marques, Minardi-European (varv 50, motor)
- Juan Pablo Montoya, Williams-BMW (48, koppling)
- Eddie Irvine, Jaguar-Cosworth (42, motor)
- Giancarlo Fisichella, Benetton-Renault (31, motor)
- Jacques Villeneuve, BAR-Honda (30, motor)
- Gaston Mazzacane, Prost-Acer (28, motor)
- Michael Schumacher, Ferrari (24, upphängning)
- Kimi Räikkönen, Sauber-Petronas (17, styrning)
- Jos Verstappen, Arrows-Asiatech (6, avgassystem)
- Fernando Alonso, Minardi-European (5, snurrade av)